# 표훈원
표훈원(表勳院)은 1899년에 설치되어 대한제국 시기 동안 존속했던 행정기관이다.
표창과 상훈에 관한 업무를 담당하는 기관이다. 이전에 의정부에 예속되어 있던 충정부 또는 기공국이 1899년에 독립되어 표훈원이라는 명칭을 얻었다. 1910년에 한일 병합 조약 체결로 대한제국이 소멸할 때까지 존속했다.
1899년 7월에 칙령 제30호로 표훈원관제가 반포되면서 설치되었다. 훈위, 훈등, 연금, 훈장, 기장, 포상을 담당하였으며, 한국인이 외국의 훈장을 받거나 차고 다니는 문제와 관련된 사항도 담당하였다. 최고 책임자는 총재이다. 표훈원 안에는 훈장을 제작하는 부서인 제장국이 설치되었다.
현대의 대한민국 국가보훈부와 유사한 기능을 맡았다.

## 표훈원 관제
- 표훈원(表勳院)은 다음의 사무를 관장한다.
- 1. 훈위(勳位), 훈등(勳等) 및 연금(年金)에 관한 사항이다.
- 2. 훈장(勳章), 기장(記章), 포장(襃章) 및 기타 상을 주는 데 관한 사항이다.
- 3. 외국 훈장, 기장의 수령 및 패용에 관한 사항이다.
- 제2조

표훈원(表勳院)에는 다음의 직원을 둔다.
총재(總裁) 1인, 부총재(副總裁) 1인, 의정관(議政官) 15인 이내로 하되 모두 칙임관(勅任官)으로 한다. 참서관(參書官) 1인은 주임관(奏任官)으로 하며, 주사(主事) 2인은 판임관(判任官)으로 한다.
- 제3조

총재는 칙임 1등이다. 원내 일체의 사무를 통독하고 상훈(賞勳) 회의를 할 때에는 의장이 된다.
- 제4조

부총재는 칙임 1등 혹은 2등이다. 총재를 도와 원내의 사무를 관장하고 상훈 회의를 할 때 의석에 자리하고 총재 유고시에는 사무를 서리한다.
- 제5조

의정관은 황족(皇族)과 증경 대신(曾經大臣), 찬정(贊政) 및 육군 장관(陸軍將官)과 기타 칙임관 가운데에서 훈1등 이상인 자로 칙임하고 봉급은 지급하지 않는다.
- 제6조

의정관은 서훈 연금 및 치탈(褫奪) 회의에서 총재 부총재 유고시에는 수석 의정관이 의장 사무를 서리한다.
- 제7조

참서관은 총재의 명을 받들어 원내의 사무를 처리한다.
- 제8조

주사는 상관의 지휘를 받들어 서무에 종사한다.
- 제9조

표훈원에서 훈장을 제조하기 위하여 제장국(制章局)을 따로 설치하고 삼등국(三等局)으로 정한다.
- 제10조

제장국에 다음의 직원을 둔다.
국장(局長) 1인, 기사(技師) 3인은 모두 주임관으로 하며 기수(技手) 5인은 판임관으로 한다.
- 제11조

국장은 총재 이하 칙임관의 지휘를 받아 훈장 제조 사무를 감독한다.
- 제12조

기사는 국장의 지휘에 따라 기수를 통독한다.
- 제13조

기수는 기술에 숙련된 자로 선임하여 훈장 제조에 종사하게 한다.
- 제14조

당분간은 총재와 부총재를 각부(各府)와 각부(各部)의 칙임 1등관 중에서 겸임하게 한다.
- 제15조

주임관의 진퇴는 총재가 주품(奏稟)하여 시행하고 판임관 이하는 전행(專行)한다.
- 제16조

봉급은 일반 관리 봉급령에 의한다.